# Сиг (комуна)
Сиг (рум. Sâg) — комуна у повіті Селаж в Румунії. До складу комуни входять такі села (дані про населення за 2002 рік):
- Мал (1163 особи)
- Сиг (758 осіб) — адміністративний центр комуни
- Сирбі (307 осіб)
- Туса (810 осіб)
- Фізеш (438 осіб)

Комуна розташована на відстані 390 км на північний захід від Бухареста, 23 км на південний захід від Залеу, 70 км на північний захід від Клуж-Напоки.

## Населення
За даними перепису населення 2002 року у комуні проживали 3476 осіб.
Національний склад населення комуни:
| Національність | Кількість осіб | Відсоток |
| -------------- | -------------- | -------- |
| румуни         | 2878           | 82,8%    |
| цигани         | 492            | 14,2%    |
| словаки        | 100            | 2,9%     |
| угорці         | 6              | 0,2%     |

Рідною мовою назвали:
| Мова      | Кількість осіб | Відсоток |
| --------- | -------------- | -------- |
| румунська | 2879           | 82,8%    |
| циганська | 492            | 14,2%    |
| словацька | 100            | 2,9%     |
| угорська  | 5              | 0,1%     |

Склад населення комуни за віросповіданням:
| Релігія            | Кількість осіб | Відсоток |
| ------------------ | -------------- | -------- |
| православні        | 2950           | 84,9%    |
| греко-католики     | 144            | 4,1%     |
| римо-католики      | 106            | 3,0%     |
| п'ятдесятники      | 84             | 2,4%     |
| адвентисти         | 15             | 0,4%     |
| баптисти           | 14             | 0,4%     |
| реформати          | 4              | 0,1%     |
| атеїсти            | 3              | 0,1%     |
| унітарії           | 1              | < 0,1%   |
| не релігійні       | 1              | < 0,1%   |
| не вказали релігію | 1              | < 0,1%   |